# Dryocora walkeri
Dryocora walkeri es una especie de coleóptero de la familia Prostomidae.

## Distribución geográfica
Habita en Tasmania.